# Лизиновка
Лизиновка — село в Россошанском районе Воронежской области.
Административный центр Лизиновского сельского поселения.

## История
Основано в 1760-е годы на реке Свинуха. Принадлежало полковнику Степану Ивановичу Тевяшову, затем Чертковым. В 1846 году в Лизиновке была построена деревянная Стефановская церковь. В середине XIX века в ней имелись конный и кирпичный заводы, овчарня мериносов. 
В 1923—1928 годах оно входило в состав Острогожского уезда и Россошанского уездов. В 1933 году в селе Лизиновка была организована машинно-тракторная станция. В годы Великой Отечественно войны, с июля 1942 по январь 1943 года, село было оккупировано немецкими войсками.

## География

### Улицы
- ул. 50 лет Советской Власти
- ул. Ленина
- ул. Мира
- ул. Новостройная
- ул. Победы
- ул. Пролетарская
- ул. Садовая

## Население
| 1859 | 1897  | 2010  |
| ---- | ----- | ----- |
| 2197 | ↗2516 | ↘1239 |

Здесь родилась Герой Социалистического Труда — Татьяна Антоновна Никитина.

## Инфраструктура
В селе имеются Дом культуры, средняя общеобразовательная школа, библиотека и фельдшерско-акушерский пункт.